# Agalychnis annae
Agalychnis annae là một loài nhái cây thuộc họ Nhái bén bản địa Costa Rica và Panama.
Chúng sinh sống trong rừng mưa nhiệt đới ở Costa Rica và Panama.